# فامباير ويكند
فامباير ويكند (بالإنجليزية: Vampire Weekend)‏ هي فرقة روك أمريكية تشكلت في عام 2006. جميع أعضائها من الذكور، ويبلغ عددهم أربعة أعضاء، وهم إزرا كونيغ و روستام باتمانجليج و كيريس تومسون و كريس بايو .

## وصلات خارجية
- فامباير ويكند على موقع IMDb (الإنجليزية)
- فامباير ويكند على موقع روتن توميتوز (الإنجليزية)
- فامباير ويكند على موقع ميوزك برينز (الإنجليزية)
- فامباير ويكند على موقع رولينغ ستون (الإنجليزية)
- فامباير ويكند على موقع أول ميوزيك (الإنجليزية)
- فامباير ويكند على موقع ديسكوغز (الإنجليزية)

الموقع الإلكتروني